# (1862) Apollo
(1862) Apollo er en asteroide, opdaget af Karl Reinmuth i 1932, men forsvundet igen og først genopdaget i 1973.
Det var den først fundne asteroide, der krydser Jordens bane (senere har man dog konstateret at den tidligere fundne (887) Alinda også gør det).
Den har givet navn til Apollo-asteroiderne, som den første af disse. Men da den var forsvundet for en tid, har den et højere nummer end fx (1566) Icaros.